# Aktmodell

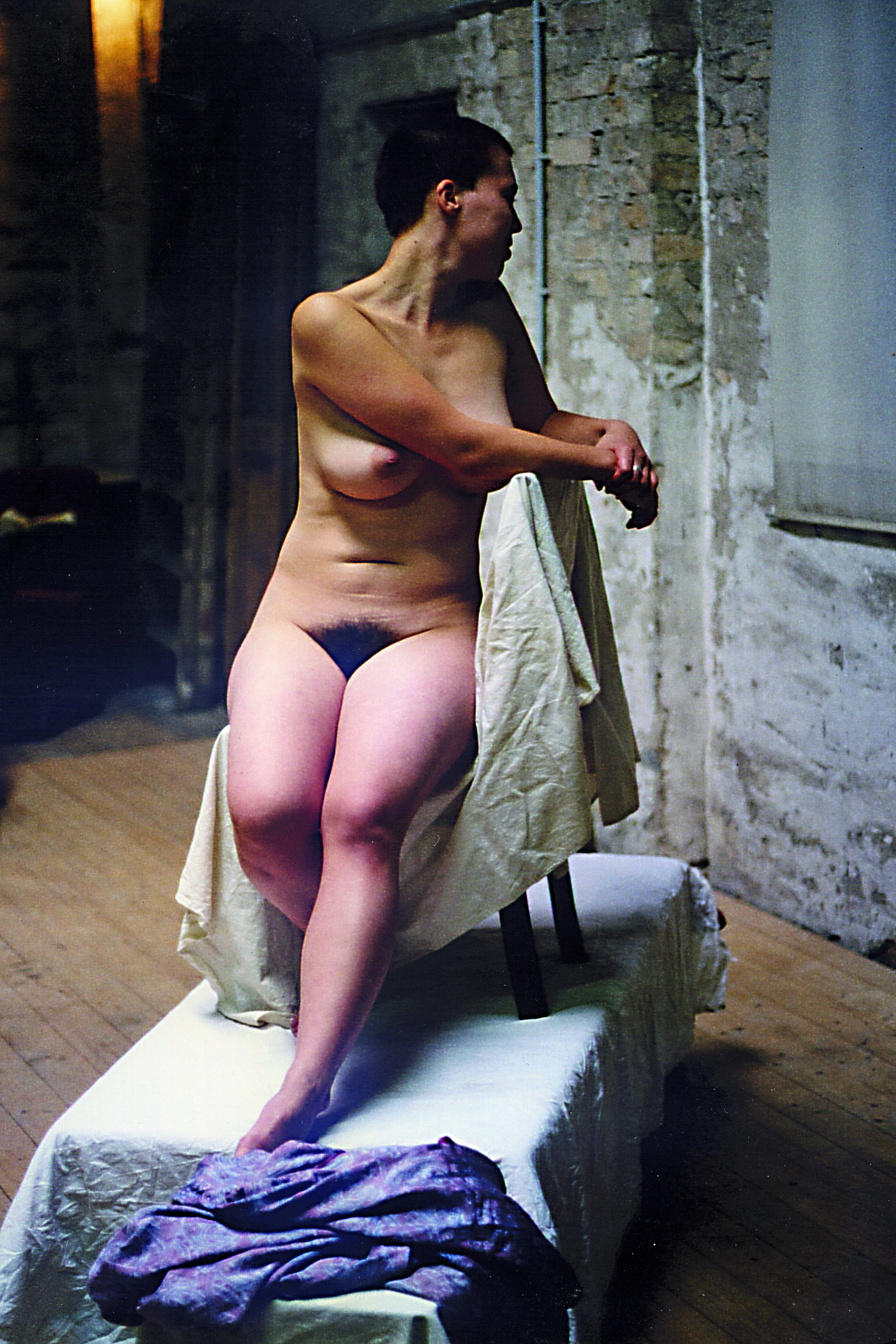
Ein Aktmodell

Ein Aktmodell ist eine Person, die einem Künstler (Maler, Fotograf, Bildhauer oder Zeichner) für einen Akt nackt (Vollakt) oder halbnackt (Teilakt) Modell steht.

## Tätigkeitsbereiche

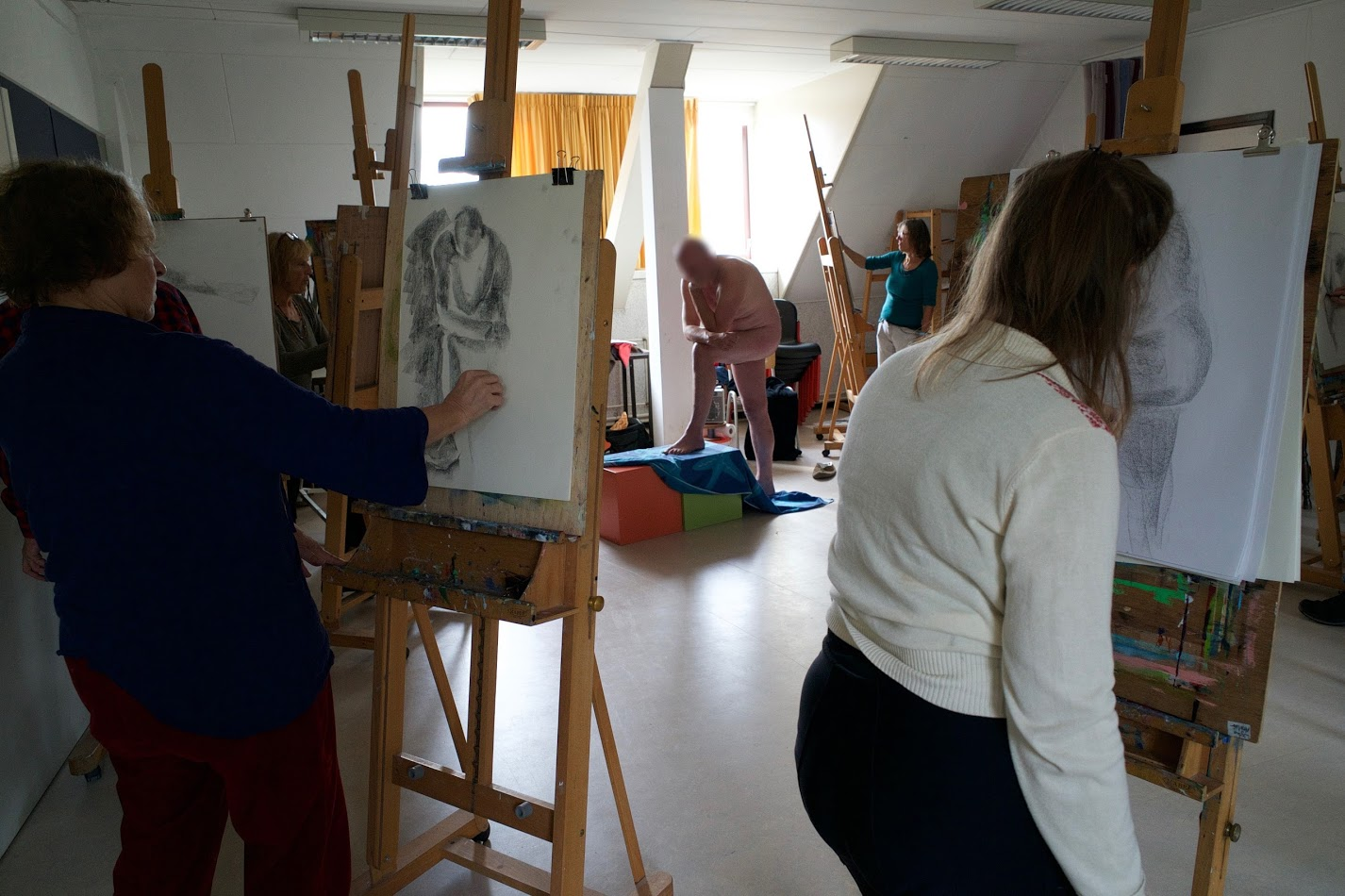
Aktmodell in einem Kunstkurs

Aktmodelle sind in verschiedenen Bereichen der Bildenden und der Darstellenden Künste tätig:
In der Bildenden Kunst werden Aktmodelle vor allem in der Malerei, in der Graphik und in der Bildhauerei eingesetzt. Des Weiteren sind Aktmodelle auch im Bereich der künstlerischen Aktfotografie tätig. In der Darstellenden Kunst sind Aktmodelle für Aktionskunst, Performances, Happenings und teilweise auch bei Theateraufführungen tätig. Weitere Arbeitsbereiche können auch künstlerische Aktionen, wie zum Beispiel Bodypainting sein.

## Berufsbezeichnung und Anforderungen
Grundsätzlich gibt es keine Vorgaben für die Arbeit als Aktmodell. Der Begriff Aktmodell ist keine geschützte Berufsbezeichnung, daher kann ihn jeder ohne Nachweis irgendeiner Qualifikation benutzen. Eine geregelte Ausbildung gibt es nicht. Aktmodelle werden üblicherweise nur kurz vom Künstler oder Fotografen in ihre Arbeit eingewiesen.
Im Bereich der Aktfotografie und für kommerzielle Auftritte wird häufig eine überdurchschnittliche körperliche Attraktivität erwartet. Im Bereich Aktzeichnen, Aktmalen und Bildhauerei sind dagegen oft auch Modelle mit ästhetisch weniger vollkommenen Körperformen gefragt.
Das bewegungslose Posieren ist, mit einer Dauer von wenigen Minuten bis 45 Minuten beim Aktzeichnen und für oftmals viele Stunden bis Tage (mit Pausen) beim Aktmalen oder Aktmodellieren, sehr anstrengend. Aktzeichnen-Sitzungen dauern üblicherweise zwei Stunden mit mehreren Pausen, das Modellstehen in der Malerei oder Plastik kann mehrere Sitzungen, die über mehrere Tage verteilt sind, andauern.
Im Gegensatz zu Nackt- und Erotikmodellen sind Aktmodelle nur in der Kunst und Kultur tätig. In diesem Bereich hat das Aktmodellstehen nichts mit den Bereichen Erotik, Pornografie und Prostitution zu tun. Trotzdem benutzen auch viele Nacktmodelle, Erotikdarsteller, Prostituierte, Pornofilme, Bordelle etc. missbräuchlich den Begriff Aktmodell.

## Arbeitsbedingungen und Bezahlung
Fest angestellte Aktmodelle sind sehr selten. Üblicherweise werden Aktmodelle stundenweise engagiert und bezahlt. Die Bezahlung erfolgt meistens in bar unmittelbar nach der Modellsitzung.
Die Arbeit als Aktmodell wird häufig nur als vorübergehende Tätigkeit ausgeübt. So lassen sich zum Beispiel oft Studentinnen und Studenten als Motiv an Kunstakademien, Universitäten, Kunstschulen oder Künstlergruppen vorübergehend anstellen. Die Anzahl hauptberuflicher Aktmodelle in Deutschland ist sehr gering.
Ein kleinerer Teil der vor allem weiblichen Aktmodelle organisiert sich im Ausland mittlerweile in Gewerkschaften und protestiert gegen mangelhafte Arbeitsbedingungen. In Deutschland sind entsprechende Gewerkschaften bisher unbekannt, da viele Auftraggeber gewerkschaftlich organisierte Aktmodelle nicht engagieren und eine sehr große Auswahl an nicht-organisierten Aktmodellen vorhanden ist.
Die Bezahlung von Aktmodellen im Bereich der Aktfotografie und der kommerziellen Auftritte (zum Beispiel Bodypainting auf Messen) ist meist relativ hoch, allerdings auch sehr stark vom Verhandlungsgeschick des Modells und dem Umfang der Bildveröffentlichung bzw. der Größe des Events abhängig. Die Gage kann hier zwischen 30 Euro und 150 Euro pro Stunde bzw. 100 bis 500 Euro pro Shooting/Auftritt schwanken. Die Entlohnung der Modelle für Aktzeichnen, -malen und -modellieren ist deutlich niedriger und liegt üblicherweise im Bereich 15 bis 30 Euro pro Stunde.

## Bekannte Modelle
- Tilly Fleischer – Modell von Arno Breker
- Phryne – Modell von Praxiteles
- Simonetta Vespucci –  Sandro Botticelli
- Margherita Luti – Raffael
- Marie-Louise O’Murphy – François Boucher
- Herzogin von Alba – Francisco de Goya
- Anna Risi, Lucia Brunacci – Anselm Feuerbach
- Victorine Meurent – Édouard Manet
- Alice Prin –  Man Ray und Künstler der École de Paris
- Dina Vierny – Aristide Maillol
- Gala Éluard Dalí – Salvador Dalí
- Lina Franziska Fehrmann – „Brücke“-Künstler
- Sue Tilley – Lucian Freud

Ein fiktives Modell ist Trilby im gleichnamigen Roman Trilby von George du Maurier.